# Acord final (film din 1960)
Acord final (titlul original: în germană Schlußakkord) este un film dramatic de coproducție vest-germano-italo-franceză,  realizat în 1960 de regizorul Wolfgang Liebeneiner, un remake al filmului omonim din 1936 al regizorului Douglas Sirk. 
Un film despre iubire și gelozie, cântat și mari emoții în timpul Festivalului de la Salzburg. Protagoniștii filmului sunt actorii Eleonora Rossi Drago, Christian Marquand, Mario Del Monaco și Viktor de Kowa. 

## Conținut
Salzburg, 1960. Linda Valore, jurnalistă și totodată libretistă, dorește ca proiectul muzical pe care l-a scris, promovat și inițiat sub numele „Peon Messias” să devină o experiență senzațională la Festivalul de la Salzburg din acest an. Lucrările pregătitoare sunt și ele în plină desfășurare, repetițiile abia au început.
Brusc, se întâmplă ceva complet neașteptat: tenorul invitat își anulează participarea și directorul festivalului se distanțează de spectacol. Rezervările private, precum și cele artistice, au clătinat proiectul: compozitorul operei, Frank Leroux, este principalul vinovat pentru iritările și întârzierile constante.
Uneori, creatorul operei se plânge de tenor, pe care îl condamnă ca fiind incompetent și provincial, apoi nu î-și intră în rol și rescrie constant pasaje din opera sa. Ca să înrăutățească lucrurile, el nu numai că trage la măsea în mod regulat, dar îl atacă și pe respectatul dirijor Alexander von Berkin cu crizele sale de gelozie. La rândul său, el are o veche poveste de dragoste cu Linda, pe care i-ar plăcea să o reîmprospăteze din nou.
Pentru a nu-și lăsa „ideea” favorită să dispară fără un ton măcar, Linda ia acum lucrurile în propriile mâini. Devine forța motrice și îi încurajează pe cei implicați să repete în permanență în Schloss Kleßheim. Mult criticatul tenor este schimbat și colegul său, tenorul vedetă Carlo del Monti, este pus în locul său. Pentru a evita interferența „primadonei” între autori, Laroux este convins să caute tratament într-un sanatoriu din cauza problemei sale evidente de alcool.
Premiera mondială a „Peon Messias” este iminentă, dar alte evenimente dramatice pun în pericol premiera. Leroux continuă să provoace perturbări, dar de această dată nu pe ceilalți îi consideră cultivatori incompetenți. De data aceasta crede că propria sa capodoperă este doar „gunoi”. Acum vrea absolut să rescrie întreaga partitură. După atâta tevatură, până la urmă se ajunge la premieră, iar când a dispărut acordul final, Linda care era nesigură de ea, primește aplauze furtunoase iar dirijorul î-și găsește o nouă dragoste, secretara teatrului, Josefine Wendelin.

## Distribuție
- Eleonora Rossi Drago – Linda Valore, libretista
- Christian Marquand – Frank Leroux, compozitorul
- Mario Del Monaco – Carlo del Monti, tenorul vedetă
- Viktor de Kowa – Alexander von Berkin, dirijorul
- Adeline Wagner – Josefine Wendelin, secretara teatrului
- Christian Wolff – Freddy von Berkin
- Marion Michael – Jacqueline Petersen
- Hans Reiser – Vladya Dupont
- Ljuba Welitsch – Louise
- Rudolf Carl – Höllenstein, hangiul
- Fritz Lafontaine – chelnerul
- Hannsgeorg Laubenthal – Robert Michaelis
- Hans Thimig – dr. Thimm, medicul șef
- Hubert von Meyerinck –
- Wolfgang Liebeneiner –

## Melodii din film
- Bella Linda compusă de Charly Niessen, interpretată de Mario Del Monaco acompaniat de orchestra Gert Wilden